# Trichomorpha hoffmani
Trichomorpha hoffmani är en mångfotingart som beskrevs av Demange 1985. Trichomorpha hoffmani ingår i släktet Trichomorpha och familjen Chelodesmidae. Inga underarter finns listade i Catalogue of Life.